# Astrágalo (arquitectura)

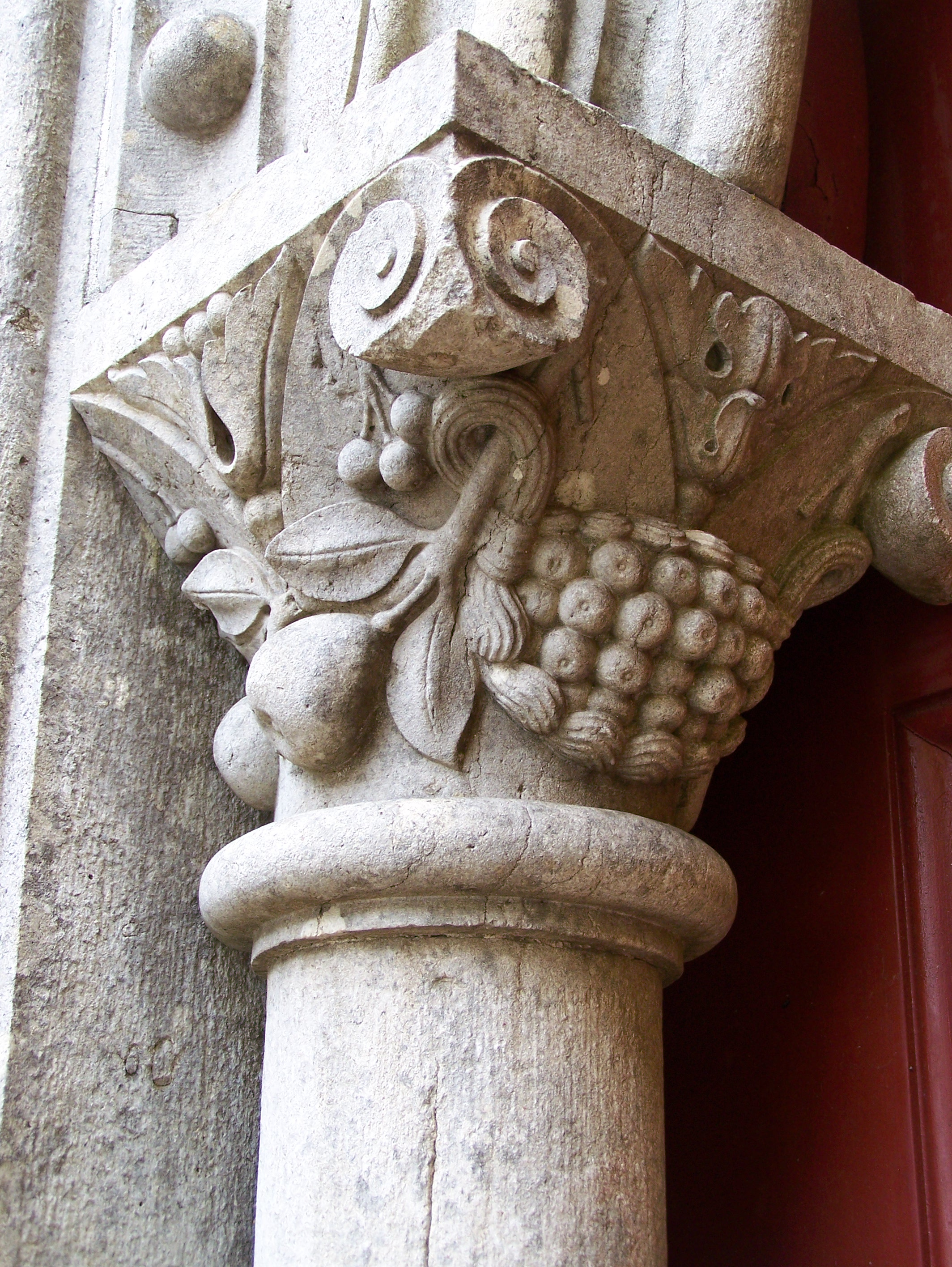
Capitel con astrágalo en su base. Carece de apófige.

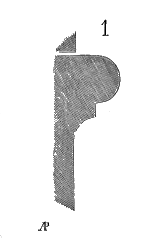
Sección de un astrágalo como parte de una columna de orden jónico.
El baquetón es el semicíriculo superior; el filete es el remate esquinado de abajo; la apófige es la curvatura que lo conecta con el fuste.

El astrágalo (palabra proveniente del Latín astragalus, y este del griego αστράγαλος, "hueso del pie") es un elemento decorativo, una combinación de tres molduras pequeñas: apófige, filete y baquetón. Marca el inicio del capitel en todos los órdenes clásicos. También aparece para marcar un friso en los pedestales jónico, corintio y compuesto. 
Consistente en dos discos unidos por medio de un elemento similar al huesecillo del tarso posterior de las cabras y las ovejas. Por extensión, también es una moldura de sección semicircular convexa, decorada con discos de perfil separados por formas ovoides, perlas u ovas, situada en la parte superior del fuste, sobre la que se asienta el capitel.
Según Vitrubio, moldura o anillo que decora la columna en la basa y el capitel. Característico del orden jónico, aparece en el dórico a partir de la época romana.
Los astrágalos se llaman también baquetillas y se les designa con el nombre de rosario cuando en vez de estar aislados forman una serie de piezas de forma redonda u oblongada. Se llama igualmente astrágalo a la moldura que se corre en el borde superior de los escalones.